# Tigres de papel e minotauros
Tigres de papel e minotauros (Paper Tigers and Minotaurs: The Politics of Venezuela's Economic Reforms) é um livro publicado em 1993 por Moisés Naím a respeito de sua experiência dentro do gabinete do presidente Carlos Andrés Pérez, entre 1989 e 1990, bem como sua explicação dos fenómenos económicos sucedidos durante este tempo e a abordagem que se fez destes como parte de um reporte do Carnegie Endowment for International Peace a respeito das Américas.
Segundo Naím, quem foi ministro de Alavancagem, o livro é «quase uma autópsia (do governo)».

## Título e conteúdo
Com respeito ao título, disse numa entrevista em 2020 que os «tigres de papel» eram «as forças sindicais, as do sector privado, a sociedade civil» que tiveram «todo o tipo de resistências e rejeições» às «reformas estruturais muito profundas que mudam crenças importantes e fios de vida na sociedade» que se trataram de levar a cabo quando estavam no governo. Por outro lado, «os minotauros escondidos eram os militares», a quem «ninguém no governo lhes prestava atenção» nem também não o resto de «os políticos, os intelectuais, os jornalistas, os empresários», quem, segundo ele, supunham que já «não eram actores políticos porque Venezuela já tinha tido uma experiência com regimes militares», declarando que teve um «enorme descuido» ao não notar que uma facção do exército planeava as tentativas de golpes de Estado de 1992.